# André Darrigade
André Darrigade   (Narròssa, 24 d'abril de 1929) és un ciclista francès, ja retirat que fou professional entre 1951 i 1966, aconseguint més de 100 victòries al llarg de la seva carrera. Era anomenat El llebrer de les Landes.
Darrigades fou el millor esprintador francès de la seva època i un dels millors del món, aconseguint victòries tant en pista com en carretera. Els seus èxits més importants foren el Campionat del Món de ciclisme de 1959, a banda d'una segona i dues terceres posicions en aquesta mateixa cursa; 22 etapes i dues edicions de la classificació per punts al Tour de França, a banda de portar el mallot groc durant 19 etapes, una etapa al Giro d'Itàlia, la Volta a Llombardia de 1956 i moltes altres victòries.
És el ciclista amb més victòries d'etapa en edicions diferents del Tour de França, en haver-ne aconseguit en 11 edicions.

## Palmarès
- 1951
  - 1r de la Bordeus-Saintes
- 1952
  - 1r del Gran Premi de Le Mans
  - Vencedor d'una etapa a la Volta a Algèria
  - Vencedor d'una etapa de la París-Niça
- 1953
  - 1r de la Rochelle-Angoulême
  - Vencedor d'una etapa al Tour de França
  - Vencedor d'una etapa al Tour del Sud-est
- 1954
  - 1r del Tour de Pircardia i vencedor d'una etapa
  - 1r del Gran Premi del Pneumàtic
- 1955
  -  Campió de França en ruta
  - 1r al Gran Premi de l'Écho d'Alger
  - Vencedor d'una etapa al Tour de França
- 1956
  - 1r de la Volta a Llombardia
  - 1r al Trofeu Baracchi (amb Rolf Graf)
  - Vencedor d'una etapa al Tour de França
- 1957
  - 1r de la Roue d'Or
  - 1r dels Sis dies de París, amb Jacques Anquetil i Ferdinando Terruzzi
  - Vencedor d'una etapa al Tour de Romandia
  - Vencedor de 3 etapes al Tour de França (una d'elles contrarellotge per equips)
  - Medalla de bronze al Campionat del Món de ciclisme en ruta
- 1958
  - 1r de la París-Valenciennes
  - 1r de la Roue d'Or
  - 1r dels Sis dies de París, amb Jacques Anquetil i Ferdinando Terruzzi
  - Vencedor de 5 etapes al Tour de França
  - Medalla de bronze al Campionat del Món de ciclisme en ruta
- 1959
  -  Campió del Món de ciclisme en ruta
  - 1r del Critèrium Nacional
  - 1r del Critèrium de Barcelona
  - Vencedor de 2 etapes al Tour de França i  1r de la classificació per punts
- 1960
  - Vencedor de 2 etapes al Tour de Romandia
  - Vencedor d'una etapa al Tour de França
  - Vencedor d'una etapa al Giro d'Itàlia
  - Vencedor d'una etapa a la Gènova-Roma
  - Vencedor d'una etapa a la París-Niça
  - 2n al Campionat del Món de ciclisme en ruta
- 1961
  - Vencedor de 4 etapes al Tour de França i  1r de la classificació per punts
  - Vencedor d'una etapa al Critèrium del Dauphiné Libéré
  - Vencedor d'una etapa a la París-Niça
- 1962
  - Vencedor de 2 etapes de la Volta a Llevant
  - Vencedor d'una etapa al Tour de França
  - Vencedor d'una etapa al Critèrium del Dauphiné Libéré
- 1963
  - Vencedor d'una etapa al Tour de França
  - Vencedor d'una etapa a la París-Niça
  - Vencedor d'una etapa al Tour del Sud-est
- 1964
  - 1r de la Niça-Gènova
  - Vencedor de 2 etapes al Tour de França
  - Vencedor de 2 etapes al Critèrium del Dauphiné Libéré
  - Vencedor d'una etapa a la París-Niça

### Resultats al Tour de França
- 1953. 37è de la classificació general i vencedor d'una etapa
- 1954. 49è de la classificació general
- 1955. 49è de la classificació general i vencedor d'una etapa
- 1956. 16è de la classificació general. Vencedor d'una etapa. Porta el mallot groc durant 5 etapes
- 1957. 27è de la classificació general. Vencedor de 3 etapes. Porta el mallot groc durant 1 etapa
- 1958. 21è de la classificació general. Vencedor de 5 etapes. Porta el mallot groc durant 5 etapes
- 1959. 16è de la classificació general. Vencedor de 2 etapes. Porta el mallot groc durant 2 etapes.  1r de la classificació per punts
- 1960. 16è de la classificació general i vencedor d'una etapa
- 1961. 32è de la classificació general. Vencedor de 4 etapes. Porta el mallot groc durant 1/2 etapa.  1r de la classificació per punts
- 1962. 21è de la classificació general. Vencedor d'una etapa. Porta el mallot groc durant 4 etapes
- 1963. Abandona (16a etapa). Vencedor d'una etapa
- 1964. 67è de la classificació general i vencedor de 2 etapes
- 1965. 93è de la classificació general
- 1966. 62è de la classificació general

### Resultats al Giro d'Itàlia
- 1959. 42è de la classificació general
- 1960. 64è de la classificació general i vencedor d'una etapa